# درگیری ۲۰۱۷ عراق و کردها
درگیری‌های عراق و کردستان ۲۰۱۷، همچنین با عنوان بحران کرکوک، درگیری‌ای بود که در آن دولت عراق مناطق مورد مناقشه در شمال عراق را که از زمان حملهٔ داعش به شمال عراق در سال ۱۳۹۳ توسط پیشمرگه‌ها در اختیار گرفته شده بود، بازپس گرفت. این درگیری در ۲۳ مهر ۱۳۹۶، پس از تنش‌های ناشی از همه‌پرسی استقلال اقلیم کردستان در ۳ مهر آغاز شد. تنش بین دولت فدرال عراق و اقلیم کردستان زمانی به درگیری تبدیل شد که پیشمرگه‌ها هشدارهای مکرر برای بازگرداندن کرکوک به نیروهای دولتی عراق را نادیده گرفتند. بخشی از این درگیری، نبرد کرکوک بود، زمانی که نیروهای عراقی در یک حملهٔ غافلگیرانه در سپیده دم، نیروهای پیشمرگه را از شهر بیرون راندند و آغاز درگیری‌ها را رقم زدند.
این درگیری در پاسخ به همه‌پرسی استقلال برگزار شده توسط دولت اقلیم کردستان برای جدایی از عراق آغاز شد، در حالی که دادگاه فدرال این همه‌پرسی را مغایر قانون اساسی اعلام کرد. مناطق تعیین شده برای جدایی شامل مناطق مورد مناقشه بین دولت مرکزی عراق و دولت اقلیم کردستان بود. مناطق مورد مناقشه قبل از حملهٔ داعش به شمال عراق تحت کنترل نیروهای دولتی بود، اما در جریان آن حمله به دست دولت اقلیم کردستان افتاد.
دولت مرکزی پس از پایان جنگ، خواستار بازگرداندن این مناطق به ادارهٔ مرکزی شد، اما این درخواست توسط دولت اقلیم کردستان رد شد. مهم‌ترین این مناطق، مناطق نفت‌خیز کرکوک و سنجار و همچنین مناطق طوزخورماتو، مخمور و جلولا بودند. در نتیجهٔ این درگیری، اقلیم کردستان یک پنجم از مساحت زمینی را که قبل از درگیری اداره می‌کرد، از دست داد و مجبور به لغو نتایج همه‌پرسی شد.

## پیش‌زمینه
مسعود بارزانی، رئیس اقلیم کردستان عراق، همه‌پرسی استقلال کردستان عراق در شهریور ۱۳۹۶ را اجرایی کرد. این امر حیدر عبادی، نخست‌وزیر عراق را بر آن داشت تا خواستار لغو نتیجهٔ همه‌پرسی شود و از دولت اقلیم کردستان بخواهد که گفت‌وگو را در چارچوب قانون اساسی آغاز کند. دولت اقلیم کردستان این پیشنهادات را علی‌رغم فشارهای شدید کشورهای همسایه و جامعهٔ بین‌المللی رد کرد که منجر به تحریم هوایی منطقه شد.
اعلام همه‌پرسی در محافل دولت عراق واکنش منفی به همراه داشت. در داخل منطقه، این همه‌پرسی محصول رویاهای دیرینه استقلال کردها بود که از قرن بیستم آغاز شد، و همچنین محصول سیاست‌های محلی در داخل منطقه. حزب حاکم دموکرات کردستان، که به دنبال دفع تهدید علیه اقتدار خود از سوی احزاب رقیب اتحادیه میهنی کردستان و جنبش تغییر بود، انتخابات را راهی برای تحکیم قدرت خود و قرار دادن رقبای خود در موقعیت دشوار در پس زمینه انتخابات آینده می‌دانست. این پیش‌زمینهٔ پرتنش باعث ناهماهنگی در صفوف رهبری کردها شد که به شکست نیروهای پیشمرگه در این درگیری کمک کرد.
حمله اولیه با توجه به اطمینان‌های مکرر حیدر عبادی، نخست‌وزیر عراق، مبنی بر عدم حمله به منطقه علی‌رغم تجمع نیروهای عراقی در مرزهای آن، غافلگیرکننده بود. با این حال، این گفته‌ها نادرست از آب درآمد. حمله در ساعات اولیه ۲۴ مهر ۱۳۹۶ آغاز شد، زمانی که نیروهای دولت مرکزی یک حمله برق‌آسا را به نیروهای پیشمرگه در مرزهای شهر و داخل پایگاه هوایی کی۱ آغاز کردند. با این حال، با ادامهٔ نبرد و افزایش سرعت حمله، دفاع کردها شروع به فروپاشی کرد.
خطوط نامنظم پیشمرگه‌ها در جنوب شهر، با حمله تانک‌های عراقی، متلاشی شد و عقب‌نشینی کامل آغاز شد. تا اواسط روز، نجم‌الدین کریم، شهردار منصوب دولت اقلیم کردستان در کرکوک، از شهر گریخته بود و نیروهای ضد تروریسم عراق در حال گشت‌زنی در خیابان‌ها دیده می‌شدند که دفتر شهرداری و پایگاه هوایی کی۱ را تصرف کرده بودند. با انتشار خبر شکست، هرج و مرج در صفوف پیشمرگه‌ها به وجود آمد و اتهامات خیانت متقابل بین رهبران اتحادیه میهنی کردستان و حزب دموکرات کردستان رد و بدل شد. پس از پیروزی در کرکوک، نیروهای دولت مرکزی عراق حملات مستقیم، حرکات انبری و مانورهای جناحین را آغاز کردند و به سمت شرق به طوزخورماتو و جلولا و به سمت شمال به مخمور و سد موصل پیشروی کردند.
در پایان درگیری، دولت مرکزی یک پنجم از مساحت زمینی را که قبلاً توسط منطقه اداره می‌شد، تصرف کرده و کنترل کامل مناطق مورد مناقشه را در دست گرفته بود. این حمله شکستی فاجعه‌بار در منطقه کردستان تلقی شد و باعث افزایش شدید قیمت نفت در سطح بین‌المللی شد، اما این قیمت‌ها به دلیل پیروزی سریع نیروهای عراقی به زودی تثبیت شدند.

## پیشروی‌ها و درگیری‌های عراق
نیروهای پیشمرگه به ضرب‌الاجل تعیین‌شده توسط دولت عراق برای عقب‌نشینی از مناطق مورد مناقشه تا ۲۳ مهر ۱۳۹۶ توجهی نکردند. این امر منجر به بازپس‌گیری کرکوک و استان آن توسط نیروهای دولت مرکزی عراق در روز بعد شد. در عرض ۱۵ ساعت، شهر کرکوک و پایگاه هوایی کی-۱ در نزدیکی آن، به همراه میادین نفتی اطراف، در یک حمله برق‌آسا توسط نیروهای عراقی بازپس گرفته شدند. این به نوبه خود منجر به فروپاشی دفاع کردها شد. از دست دادن ناگهانی کرکوک که مرکز مناقشه بین دولت مرکزی و دولت اقلیم کردستان بود، شوکی در منطقه به شمار می‌رفت، دفاع کردها را متلاشی کرد و رهبری کردها را دچار ناهماهنگی کرد. اتهامات متقابل خیانت در میان درخواست‌های بین‌المللی برای خویشتنداری و پایان دادن به درگیری‌ها مطرح شد.
در ۲۵ مهر ۱۳۹۶، دولت عراق با پیشروی بیشتر دستاورد های بیشتری نیز کسب کرد از جمله خانقین در نزدیکی مرز ایران و عراق، و همچنین جلولا، بعشیقه و سنجار به سمت سوریه ادامه یافت.
بیانیه‌ای از ارتش عراق در ۲۶ مهر ۱۳۹۶ تأیید کرد که سد موصل و سایر مناطق تحت کنترل کردها در استان نینوا از دست پیشمرگه‌ها گرفته شده است. علی اکبر خفاجی، یک افسر پلیس عراق، ادعا کرد که هشت جنگجوی حشد شعبی و یک جنگجوی پیشمرگه در درگیری‌هایی که پس از عدم توجه حشد الشعبی به هشدارهای پیشمرگه برای پیشروی نکردن به سمت سد موصل رخ داد، کشته شدند.
تا ۲۷ مهر ۱۳۹۶، طبق گفته فرماندار اربیل، ۱۰۰٬۰۰۰ کرد پس از پیروزی نیروهای عراقی و تصرف شهر کرکوک و طوزخورماتو گریخته بودند و ۱۸٬۰۰۰ کرد در اربیل و سلیمانیه پناه گرفته بودند. روز بعد، هیمن هورامی، دستیار ارشد مسعود بارزانی، رئیس اقلیم کردستان، در پستی در توییتر گفت که ۵۷٬۰۰۰ خانواده اهل کرکوک پس از ورود به مناطق مختلف کردستان عراق، و پناه گرفتن در واحدهای مسکونی نیمه تمام، نیاز به کمک فوری دارند، زیرا از خشونت، غارت و جنایات انجام شده توسط "حشد الشعبی تحت آموزش ایران" و "عمدتاً شیعه" گریخته‌اند. پلیس کرکوک از رسانه‌ها خواست از انتشار شایعات خودداری کنند. سازمان ملل متحد با انتشار بیانیه‌ای اعلام کرد که نگران گزارش‌های مربوط به خشونت و آوارگی اجباری غیرنظامیان کرد است، و خواستار محاکمه عاملان شد. گزارش‌های بیشتری منتشر شد مبنی بر اینکه دفاتر امداد سازمان ملل متحد گزارش‌هایی دریافت کرده‌اند مبنی بر اینکه در شهر طوزخورماتو، ۱۵۰ خانه سوزانده و ۱۱ خانه منفجر شده‌اند. سازمان ملل متحد به اذعان حیدر العبادی، نخست‌وزیر عراق، به حوادث طوزخورماتو، ناشی از آنچه وی عناصر افراطی از هر دو طرف خواند، و تصمیم وی برای اعزام ارتش عراق برای برقراری نظم در طوزخورماتو، و همچنین درخواست‌های رهبری سیاسی و امنیتی کشور برای نیروهای امنیتی فدرال و محلی برای عمل در احترام کامل به قانون و نظم و حفاظت از غیرنظامیان و رهبران سیاسی اشاره کرد. نخست‌وزیر، فعالان رسانه‌های اجتماعی را به انتشار ویدیوهای جعلی از تخلفات ادعایی متهم کرد. وب‌سایت نیقاش این افزایش اخبار جعلی و همچنین صدها فیلم و عکس جعلی را تأیید کرد. رهبران هر دو طرف می‌گویند این امر منجر به تشدید خطرناک تنش‌ها در شمال عراق می‌شود.
در ۲۷ مهر ۱۳۹۶، یک نفر کشته و سه نفر در جریان اعتراض به نیروهای عراقی در خانقین زخمی شدند. سرهنگ آزاد عیسی، رئیس پلیس خانقین، به شبکه  روداو کردستان گفت که گروهی متشکل از حدود ۱۵۰ تا ۲۰۰ جوان غیرمسلح با حمل پرچم‌های کردستان در حال اعتراض بودند و خواستار خروج نیروهای عراقی از شهر بودند. این تظاهرات کوچک اما پرانرژی بود و با رقصیدن به پایان رسید و سپس همگی آنجا را ترک کردند. بسیاری گفتند که فقط می‌خواهند پلیس محلی در شهر حضور داشته باشد و نگران مبارزات سیاسی بزرگ‌تر بر سر استقلال کردستان نیستند.
در ۲۸ مهر ۱۳۹۶، نبردی در شهر ترکمن‌نشین آلتون کوپری رخ داد زیرا نیروهای عراقی به سمت آن حرکت می‌کردند. فرماندهی عملیات مشترک عراق اعلام کرد که پیشمرگه از موشک‌های میلان در این نبرد استفاده کرده است که منجر به انتقاد عراق شد زیرا این موشک‌ها توسط آلمان به پیشمرگه داده شده بود تا علیه داعش استفاده شود. پیشمرگه استفاده از این موشک‌ها را تکذیب کرد. پیش از این، آلمان گفته بود که آموزش نیروهای پیشمرگه کرد را به طور موقت متوقف خواهد کرد. با این حال، آموزش پس از یک هفته وقفه دوباره آغاز شد. منابع کرد همچنین گزارش دادند که بیش از ۱۵۰ جنگنده حشد الشعبی کشته یا زخمی شده‌اند. این اولین نبرد قابل توجهی بود که در آن پیشمرگه مقاومت سنگینی نشان داد، در حالی که در سایر مناطق مورد مناقشه پس از ورود نیروهای عراقی عقب‌نشینی کردند.
تا پایان ۲۸ مهر، نیروهای عراقی کنترل کامل استان کرکوک را به دست گرفته بودند. فرماندهی عملیات مشترک عراق (JOC) در همین حال، حضور نیروهای حشد الشعبی در میان نیروهایی که به آلتون کوپری پیشروی کردند را تکذیب کرد و ادعا کرد که این نیروها، نیروهای سرویس ضد تروریسم (CTS) بوده‌اند. این فرماندهی افزود که دو سرباز کشته و پنج نفر دیگر در جریان درگیری‌هایی که هنگام تصرف شهر رخ داد، زخمی شدند.